# Just Pals
Just Pals és la primera pel·lícula muda dirigida per John Ford per a la Fox. Va ser protagonitzada per Buck Jones i Georgie Stone. que anticiparien alguns dels elements que posteriorment donarien tan d'èxit a Chaplin i Jackie Coogan a The Kid (1921). Basada en una història de John McDermott, es va estrenar el novembre del 1920.

## Argument
Bim és un noi bo-per-a res que té una única passió en la vida: el seu amor per Mary Bruce, tot i que aquesta està compromesa amb Harvey Cahill, un caixer de banc. Un dia Bim rescata Bill, un nen, quan un ferroviari el tira fora del tren. Decideix fer-se'n càrrec i es fan grans amics. Mary demana que Bill assisteixi a escola on el nen defensa el bon nom del protector seu barallant-se amb els altres nois. Mentrestant, Harvey persuadeix Mary que li presti els diners del fons de l'escola, cosa que la deixa en una situació molt compromesa quan el comitè per a l'edificació de l'escola li sol·licita aquests diners. Intentant aclarir la innocència de Mary, Bim descobreix que Harvey està malversant diners del banc i aconsegueix que li retorni els diners. Per tal que Mary quedi fora de tota sospita, emper[o, ell s'acaba auto-acusant de tenir els diners. Escapa amb Bill i entra en contacte amb uns lladres que pretenen atracar el banc en conxorxa amb Harvey. Bill i aconsegueix avortar el robatori però de nou, degut al seu mal nom, és acusat de pertànyer a la banda i empresonat. Finalment, el nen aconsegueix convèncer el xerif de la innocència de Bim i que Harvey sigui detingut, no només com a còmplice si no també de segrest d'un noi. Amb la recompensa de deu mil dòlars que obté del pare del noi segrestat, Bim es compra una petita granja on viuran ell, Bill i Mary.

## Repartiment
- Buck Jones (Bim)
- Helen Ferguson (Mary Bruce)
- Georgie Stone (Bill)
- Duke R. Lee (el xèrif)
- William Buckley (Harvey Cahill)
- Bert Appling (ferroviari)
- Edwin B. Tilton (Dr. Stone)
- Eunice Murdock Moore (Mrs. Stone)
- Slim Padgett (fora de la llei)
- Pedro Leone (fora de la llei)